# Ceremonials
| Совокупная оценка    | Совокупная оценка |
| Источник             | Оценка            |
| -------------------- | ----------------- |
| AnyDecentMusic?      | 7.2/10            |
| Metacritic           | 75/100            |
| Оценки критиков      |                   |
| Источник             | Оценка            |
| AllMusic             | [ 4 ]             |
| The Daily Telegraph  | [ 8 ]             |
| Entertainment Weekly | A                 |
| The Guardian         | [ 10 ]            |
| The Independent      | [ 11 ]            |
| Los Angeles Times    | [ 12 ]            |
| NME                  | 8/10              |
| Pitchfork            | 6.0/10            |
| Rolling Stone        | [ 15 ]            |
| Spin                 | 8/10              |

Ceremonials — второй студийный альбом инди-рок группы Florence and the Machine, выпущенный 28 октября 2011 года звукозаписывающей компанией Abbey Road Studios. В целом альбом Ceremonials получил лестные отзывы критиков, а также дебютировал на первой строке в чарте UK Albums Chart и на восьмом месте в Billboard 200.
Композиция «Seven Devils» использовалась в трейлере второго сезона телесериала «Игра престолов», а также в 22-й серии телесериала «Возмездие».
Композиция «Never Let Me Go» использовалась в 19 серии 3 сезона сериала «Дневники вампира», показываемого на американском телеканале CW.
Композиция «Seven Devils» использовалась в международном трейлере фильма «Прекрасные создания».

## Список композиций
| №   | Название                  | Автор(ы)                 | {{{extra_column}}} | Длительность |
| --- | ------------------------- | ------------------------ | ------------------ | ------------ |
| 1.  | «Only If for a Night»     | Флоренс Уэлч, Пол Эпуорт | Эпуорт             | 4:58         |
| 2.  | «Shake It Out»            | Уэлч, Эпуорт             | Эпуорт             | 4:37         |
| 3.  | «What the Water Gave Me»  | Уэлч, Эг Уайт            | Эпуорт             | 5:33         |
| 4.  | «Never Let Me Go»         | Уэлч, Эпуорт             | Эпуорт             | 4:31         |
| 5.  | «Breaking Down»           | Уэлч                     | Эпуорт             | 3:49         |
| 6.  | «Lover to Lover»          | Уэлч                     | Эпуорт             | 4:02         |
| 7.  | «No Light, No Light»      | Уэлч, Изабелла Саммерс   | Эпуорт             | 4:34         |
| 8.  | «Seven Devils»            | Уэлч, Эпуорт             | Эпуорт             | 5:03         |
| 9.  | «Heartlines»              | Уэлч, Эпуорт             | Эпуорт             | 5:01         |
| 10. | «Spectrum»                | Уэлч, Эпуорт             | Эпуорт             | 5:11         |
| 11. | «All This and Heaven Too» | Уэлч, Саммерс            | Эпуорт             | 4:05         |
| 12. | «Leave My Body»           | Уэлч, Эпуорт             | Эпуорт             | 4:34         |

## Участники записи
- Флоренс Уэлч — вокал, бас
- Роберт Акройд — гитара
- Кристофер Ллойд Хэйден — ударные, бэк-вокал, перкуссия
- Том Монджер — арфа, бас-гитара
- Марк Сондерс — бэк-вокал, перкуссия, бас-гитара, дополнительная гитара
- Изабелла Саммерс — фортепиано, бэк-вокал, программирование ударных, струнные аранжировки, синтезатор, челеста, колокольчики